# Трекер (програма)

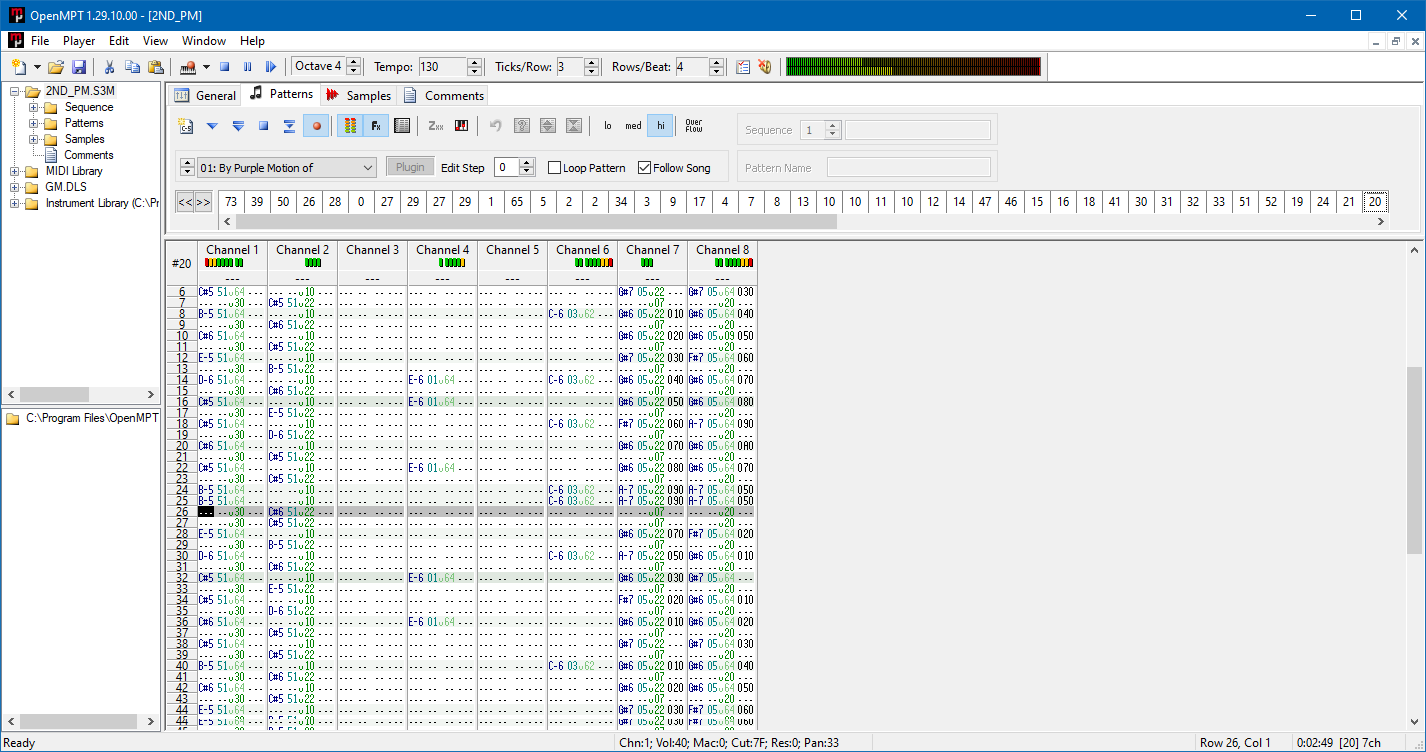

Трекер (англ. tracker) - загальний термін для класу програмних музичних секвенсорів, які в їх найпростішому вигляді дозволяють користувачеві розставляти звукові семпли послідовно в часі на декількох монофонічних каналах (треках). Інтерфейс трекерів в основному числовий. Ноти вводяться з клавіатури, в той час як параметри, ефекти та інше вводяться у вигляді латинських літер і чисел (зазвичай в шістнадцятковому вигляді). Завершена музична композиція складається з декількох невеликих багатоканальних фрагментів - патернів, порядок відтворення яких визначається головним списком - так званим ордер-листом.

## Історія
Термін «трекер» походить від назви першої трекерної програми Ultimate Soundtracker. Ultimate Soundtracker був розроблений Карстеном Обарскі (Karsten Obarski) і випущений в 1987 році компанією Electronic Arts для комп'ютера Commodore Amiga. Ultimate Soundtracker був комерційним продуктом, але деякі з наступних клонів, такі як NoiseTracer, були на нього схожі. Основна концепція покрокового упорядкування семплів за допомогою цифр, як це робиться в трекерах, застосовувалася в Fairlight CMI, робочої станції для запису семплів наприкінці 1970-х. Деякі ранні музичні редактори з інтерфейсом, подібним трекерам, були випущені для Commodore 64, наприклад Rock Monitor, але вони не мали можливості відтворювати семпли замість нот на вбудованому в комп'ютері синтезаторі (деякі версії дозволяли використовувати 4-бітові семпли, програмуючи контролер звуку Commodore 64 нестандартним чином).
Більшість ранніх музикантів трекерів були з Великої Британії та Скандинавії. Це може бути пояснено близькими стосунками трекерів і демосцени, яка швидко розвивалася в скандинавських країнах, і відносною доступністю у Великій Британії комп'ютерів, здатних виконувати трекерні програми. Трекерна музика стала чимось на зразок андеграундного феномена, особливо коли велика кількість сучасної популярної музики було танцювальною музикою, створеної на основі семплів (жанр відносно простий для виробництва покроковим упорядкуванням). Фактично кілька верхніх місць у танцювальних хіт-парадах синглів 1989-1990 років прямо віщували напрямок у трекерній музиці, який залишився популярним на багато років. Зокрема пісня «Pacific» від 808 State і «  believe» від Octave One.
Популярність трекерних форматів музики також може бути пояснена тим, що вони включали в себе і дані, і семпли. На початку 1990-х ціна на звукові карти з хвильовим табличним синтезатором для персонального користування була дуже висока, а виразні можливості дешевих звукових карт з FM-синтезаторами були дуже обмежені. Трекери не потребували цих можливостях.
Перші трекери на Amiga підтримували тільки 4 канали для 8-бітних семплів. Це обмеження було викликано апаратними можливостями мікросхеми Paula, що реалізує функцію відтворення звуку в комп'ютерах Amiga. Проте, з того моменту коли ноти були семплами, обмеження було менш важливим, ніж обмеження мікросхем. Пізніші трекерні програми, з яких найвідоміша OctaMED, дозволяли використовувати 8 і більше каналів, в той час як спеціальне апаратне забезпечення дозволяло 16-бітове відтворення.